# Gewone langhoornbij
De gewone langhoornbij (Eucera longicornis) is een vliesvleugelig insect uit de familie van de bijen en hommels (Apidae). De wetenschappelijke naam werd gepubliceerd in 1758 door Linnaeus in de tiende editie van Systema naturae.